# 北里大学看護専門学校
北里大学看護専門学校（きたさとだいがくかんごせんもんがっこう）は、埼玉県北本市荒井にある専修学校専門課程（専門学校）である。看護師の養成施設。
東京の北里大学とは同系列である。

## 沿革
- 1994年（平成6年） 社団法人北里研究所 北里看護専門学校（医療専門課程：看護師養成科）として開校。
- 1999年（平成11年） 附属棟講堂竣工。
- 2008年（平成20年） 学校法人北里研究所 北里大学看護専門学校として設置者変更認可。
- 2012年（平成24年） 附属棟講堂内に大村記念館設置

## 運営主体
- 学校法人北里研究所
- 2008年4月 社団法人北里研究所と学校法人北里学園が法人統合し、学校法人北里研究所となる。

## 学科
- 看護学科（3年制 定員40名） 看護師養成、大学へ進学可

## 取得資格
- 専門士称号・看護師国家試験受験資格

## アクセス

### 道路
- 高速自動車国道
  - 首都圏中央連絡自動車道 - 桶川北本インターチェンジ
- 一般国道
  - 国道17号

### 鉄道
- 高崎線北本駅